# Schenkia albitarsis
Schenkia albitarsis är en stekelart som först beskrevs av Gabriel Strobl 1901.  Schenkia albitarsis ingår i släktet Schenkia och familjen brokparasitsteklar. Inga underarter finns listade i Catalogue of Life.